# Casa în care a locuit cântăreața de operă Lidia Lipkovski
Casa în care a locuit cântăreața de operă Lidia Lipkovski, cunoscută și drept Casa lui Ivan Ivanov, este un monument istoric și de arhitectură de însemnătate națională din orașul Chișinău. A fost construită la mijlocul anilor '70 ai sec. al XIX-lea.

## Istorie
În acest loc, în 1873 consilierul efectiv de stat Ivan (N.) Ivanov a cumpărat două loturi alăturate și le-a unit. La mijlocul anilor 70, la colțul străzilor numite atunci Leova și Nemțească au fost ridicate două imobile: o casă într-un etaj cu mansardă și o casă cu două etaje. Proiectul a fost semnat de Alexandru Bernardazzi, care în acea perioadă era arhitectul orașului. În casa de la colțul cartierului a locuit, în 1919-1940, primadona de operă și profesoara de canto a operei din Chișinău Lidia Lipkovskaia (1880-1950).

## Arhitectură
Clădirea se află la intersecția străzilor Serghei Lazo și Alexei Șciusev. A fost ridicată într-un parter pe un demisol înalt. Spațiul interior este împărțit de un perete longitudinal în două părți egale. Intrarea de onoare este amenajată prin fațada principală, dinspre strada Șciusev, de pe o terasă exterioară cu două rampe.
Decorația plastică este executată în stil eclectic, cu detalii neoclasice și forme artistice bazate pe arta populară. Fațada principală este simetrică, cu șapte axe compoziționale, dintre care șase sunt goluri de ferestre și una de ușă. Intrarea este amplasată central, într-un rezalit, dominată de un balcon de la răsuflătoarea podului și încununat cu atice. La colțurile clădirii sunt instalate tumbe împodobite la colțuri cu motivul florii de piatră, utilizat și la decorarea ancadramentelor ferestrelor. Fațada laterală are trei axe, toate ferestre (între rimp o fereastră a fost înlocuită cu o ușă de intrare), alungită de o casă într-un nivel, alipită dinspre strada Serghei Lazo, și de casa paznicului, lângă care se afla intrarea secundară în imobil. În această latură se afla sala de muzică, unde erau organizate serate muzicale. Fațadele aliniate străzilor sunt în zidărie aparentă din piatră fățuită în combinație cu piatră spartă, cu factură aspră și fracție mică. Din piatră fățuită sunt formate ancadramentele ferestrelor, lesenele între ferestre și coronamentul pereților, care combină o friză din două șiruri de denticule cu turnulețe în consolă, care la rândul lor la colțuri trec în motivul florilor de piatră, caracteristice pentru zona etnografică a cursului inferior al râului Răut.

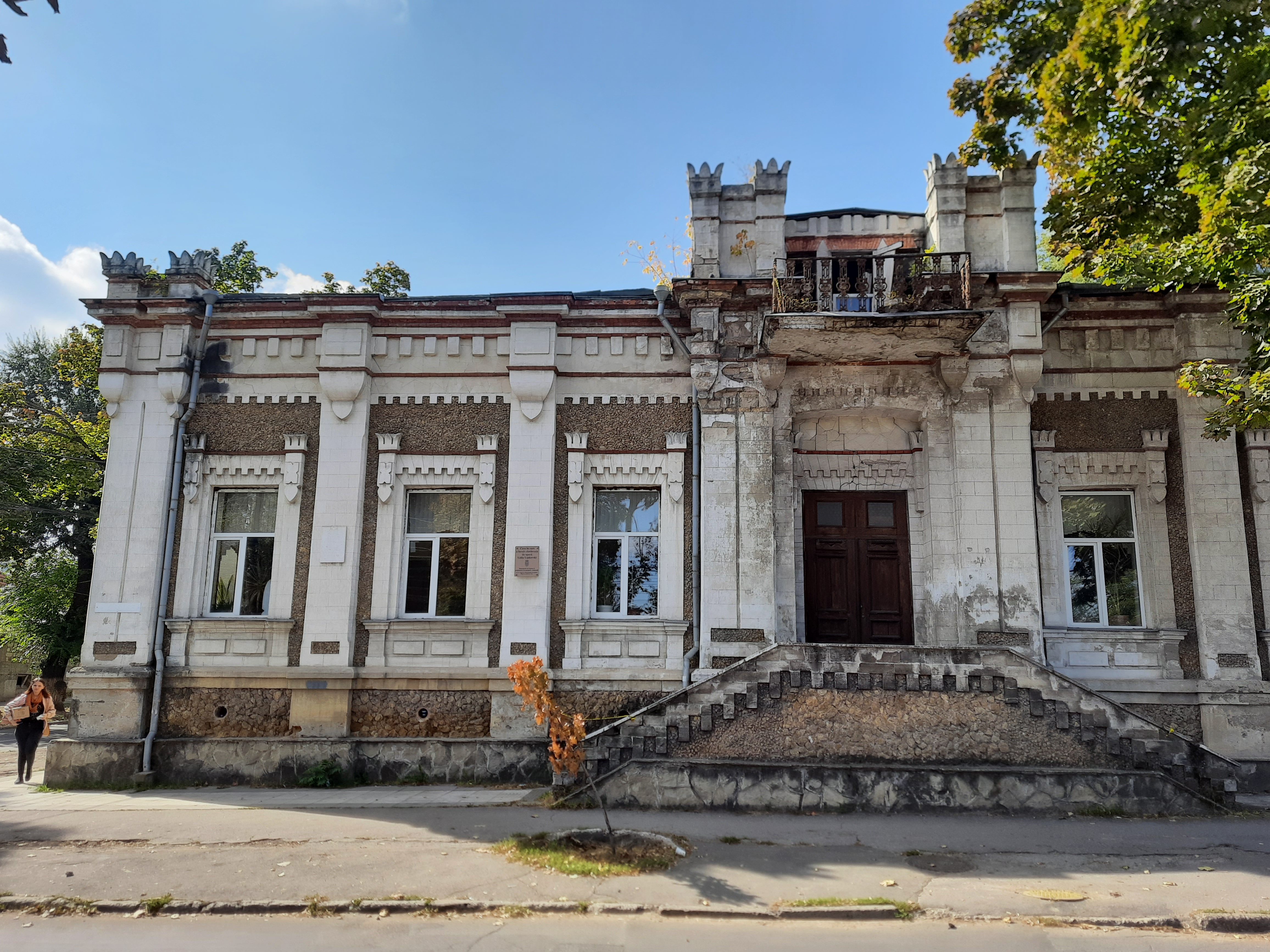
Fațada principală (str. Șciusev)
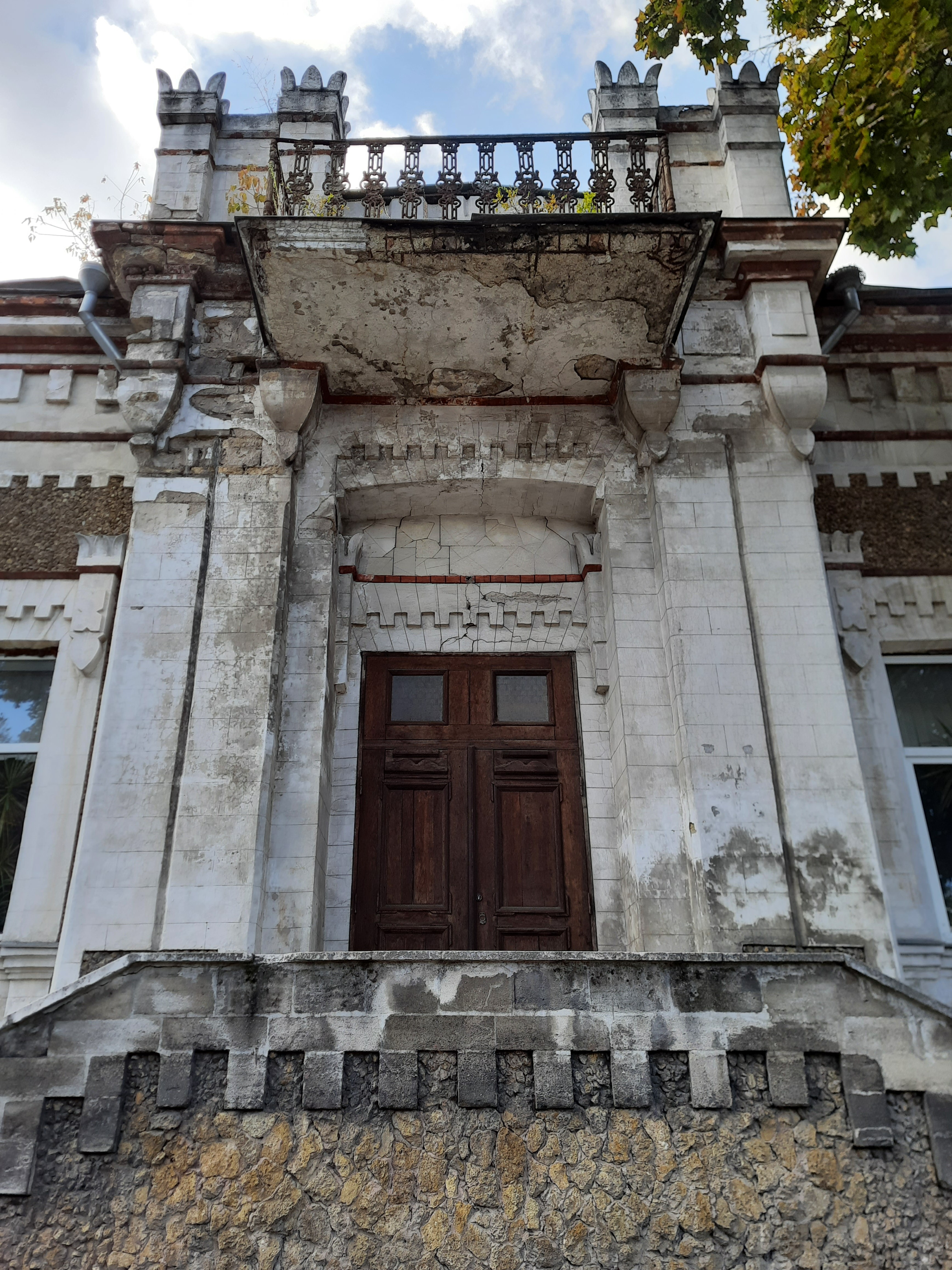
Intrarea principală
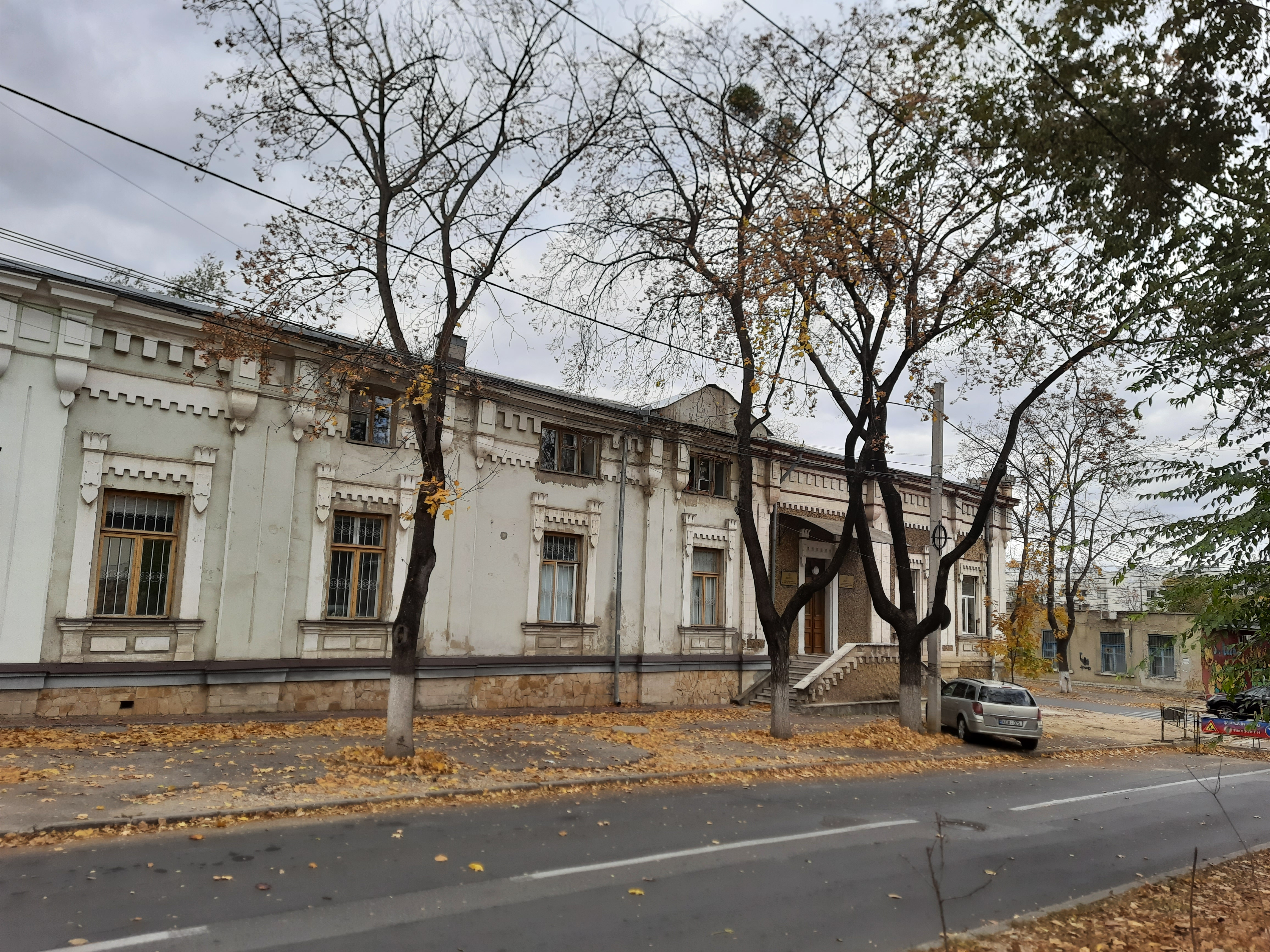
Fațada secundară (str. Lazo)
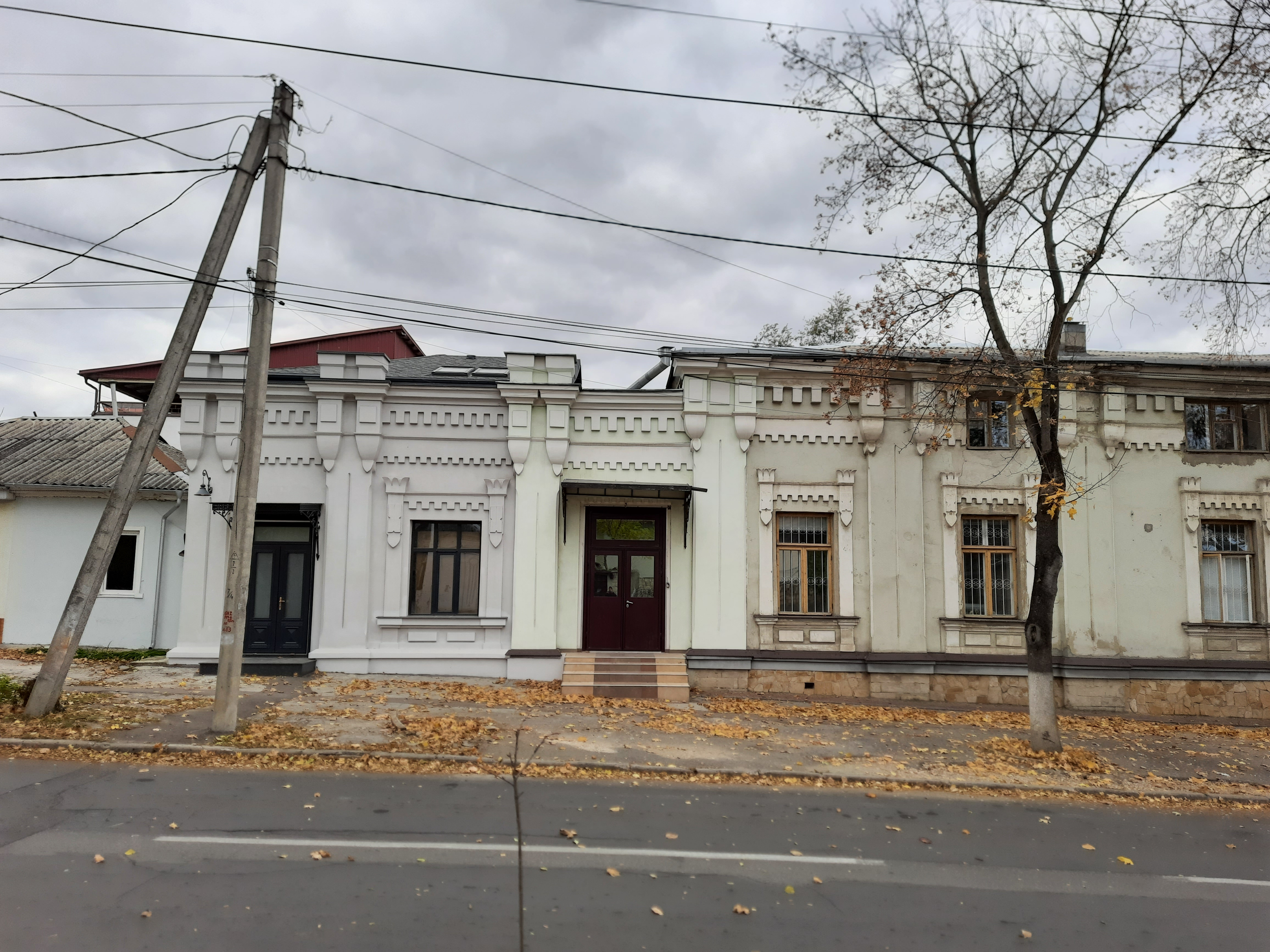
Casă alipită de-a lungul str. Lazo
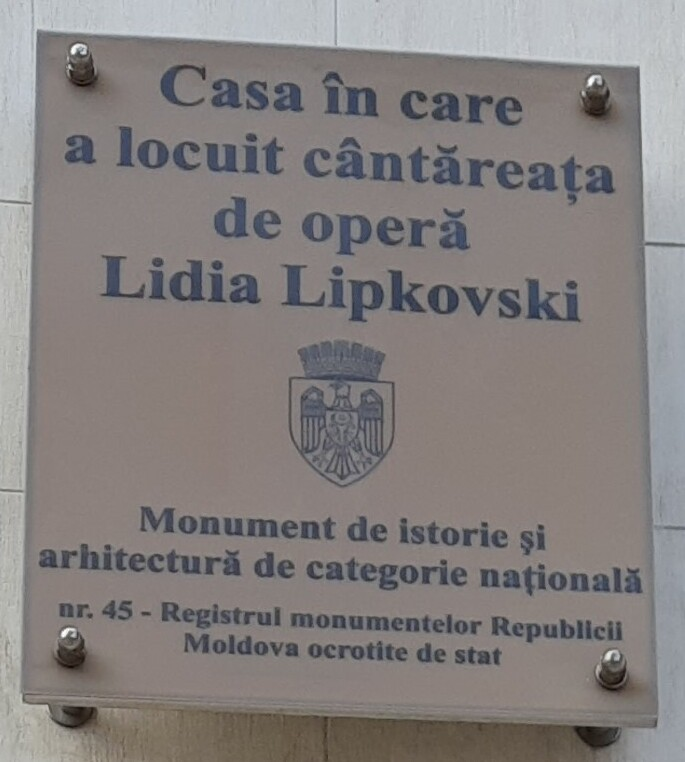
Placă informativă a statutului e conservare